# In the Land of Grey and Pink
In the Land of Grey and Pink – trzeci album studyjny progresywnego zespołu Caravan wydany w 1971 roku
Wraz z Soft Machine, Caravan był czołowym przedstawicielem nurtu zwanego sceną Canterbury – wykorzystującą wpływy jazzu, muzyki klasycznej i muzyki folkowej.
W przygotowanym przez Q i Mojo Classic Special Edition Pink Floyd & The Story of Prog Rock, album zajął 19. miejsce na liście „40 Cosmic Rock Albums”.
Tolkienowska okładka jest autorstwa Anne Marie Anderson.
Nowe wydanie, zremasterowane i zmiksowane w stereo i systemie 5.1 przez Stevena Wilsona z Porcupine Tree, zostało wydane na dwóch płytach CD i na DVD-Video przy okazji 40-lecia wydania albumu.

## Lista utworów
Wszystkie utwory autorstwa Richarda Coughlana, Pye’a Hastingsa, Dave’a Sinclaira i Richarda Sinclaira.
Strona A
1. „Golf Girl” – 5:05
2. „Winter Wine” – 7:46
3. „Love to Love You (And Tonight Pigs Will Fly)” – 3:06
4. „In the Land of Grey and Pink” – 4:51

Strona B
1. „Nine Feet Underground” – 22:43
  - „Nigel Blows a Tune”
  - „Love's a Friend”
  - „Make It 76”
  - „Dance of the Seven Paper Hankies”
  - „Hold Grandad by the Nose”
  - „Honest I Did!”
  - „Disassociation”
  - „100% Proof”

## Skład
- Pye Hastings – gitara i wokal
- Dave Sinclair – organy Hammonda, fortepian i Mellotron
- Richard Sinclair – gitara basowa, gitara akustyczna i wokal
- Richard Coughlan – perkusja

Gościnnie
- Jimmy Hastings – piccolo (strona A: 1), flet(strona A: 3 i strona B: 1), saksofon (strona B: 1)
- Paul Beecham – puzon (strona A: 1)
- Dave Grinstead – dzwonki (strona B: 1)